# H.N.I.C. Pt. 2
H.N.I.C Pt. 2 es un álbum continuación de H.N.I.C. que fue sacado en el 2000. Fue lanzado el 22 de abril de 2008 junto a un DVD titulado Free P el cual contenía un videoclip por cada sencillo del álbum. Fue editado por el sello discográfico Voxonic Music.

## Producción
El álbum fue producido por Havoc, The Alchemist, Apex y Sid Roams.

## Colaboraciones
Las colaboraciones se dieron por los artistas que normalmente trabajan con Prodigy, tales como Havoc, Un Pacino, Nyce, Big Noyd, Twin Gambino and Cormega.

## Canciones extra
El track "Dirty New Yorker" salió en el videojuego Grand Theft Auto IV. También está el remix en español de "ABC", y por último "Represent Me", "Get Trapped" & "Sleep When I'm Dead."

## Ventas
H.N.I.C. Pt. 2 vendió 13 000 copies en su primer fin de semana, y 140 000 copias en EE. UU.